# Evening Street
Evening Street（イブニング・ストリート）はエフエム山口で2008年4月1日から2010年3月31日まで放送されていた情報番組である。前身は2003年4月から5年放送されたparadise radio（ぱららじ）。終了と同時に鈴木がFMYを退職した。
ぱららじの末期からは、年末年始に放送を休止し、特別番組を放送するようになった。
この番組を最後に1989年の『SUNSET-STUDIO FMY EVENING TERMINAL』以来続いていた月 - 木曜夕方の自社制作枠が一旦廃止され、翌2010年4月1日よりJFNC制作の『News Delivery -Evening Edition-』のネットを受けることになった（一部時間帯は山口ローカル枠としてFMYから情報を届けている）。その分夕方のコーナーを一部引き継ぐ形で『Daytime Street』を1時間拡大した。金曜は自社制作を継続し『FRIDAY Bang! Bang! Highway』がスタートした。
2015年11月26日をもって『News Delivery -Evening Edition-』のネット受けと『Daytime Street』がそろって終了。12月1日より5年8か月ぶりに昼のワイド番組ネットを再開するのと引き換えに夕方ワイドを再開。『COZINESS』を開始。

## 放送時間
- 月 - 木 16:00 - 18:50（2008年4月 - 2009年3月）
- 月 - 金 16:00 - 18:55（2009年4月 - ）
  - ビリフラMAX終了に伴い、放送枠拡大。情報番組の月 - 金帯放送はFMY EVENING TERMINAL以来。

## パーソナリティ
- 新井道子 - 前番組から続投。2009年3月まで。その後は昼のDaytime Streetへ。
- 鈴木晶久 - 2009年4月から。ビリフラMAXから移動。単独担当だとFMY EVENING TERMINAL以来、月 - 木夕方枠だとparadise radio以来。

## 放送される内容（タイムテーブルより）
一部のコーナーは、「ぱららじ」からの引継ぎとなる。太字は鈴木バージョンからの内容。また、金曜は一部時間帯を除き「ビリフラ」から引継ぎ。
- 16:10 TOP NEWS SHOT
- 16:21 FM Radio Shopping
- 16:30 FOOD ALIVE
- 16:38 GO!GO!RENOFA（金）
- 16:55 快適生活ラジオショッピング
- 17:00 GEORGIA Dream Catcher（月 - 木） - 18:50の枠から移動
- 17:10 貫地谷しほりの ラジオ劇団・小さな奇跡（月 - 木、TOKYO FMネット枠）
- 17:14 シネマスクエア7 スクリーンガイド（金）
- 17:20 ニュースフラッシュ
- 17:30 道路交通情報
- 17:35 NICEDAY REPORT
- 17:45 Eveningア・ラ・カルト
- 17:52 MOVIX周南シネマパラダイス（火）
- 18:00 POPS AIR 600
- 18:10 Sports Flash
- 18:20 道路交通情報
- 18:25 Est FUN BEAT（月 - 木）
- 18:26 FMY WEEKLY MUSIC CHART（金）
- 18:45 天気予報
- 18:50 移動採血車情報

### 新井時代で終了
- イッピンZEPPIN!!
- ECO EYES
- 気ままにMUSIC